# カナリーアオアトリ

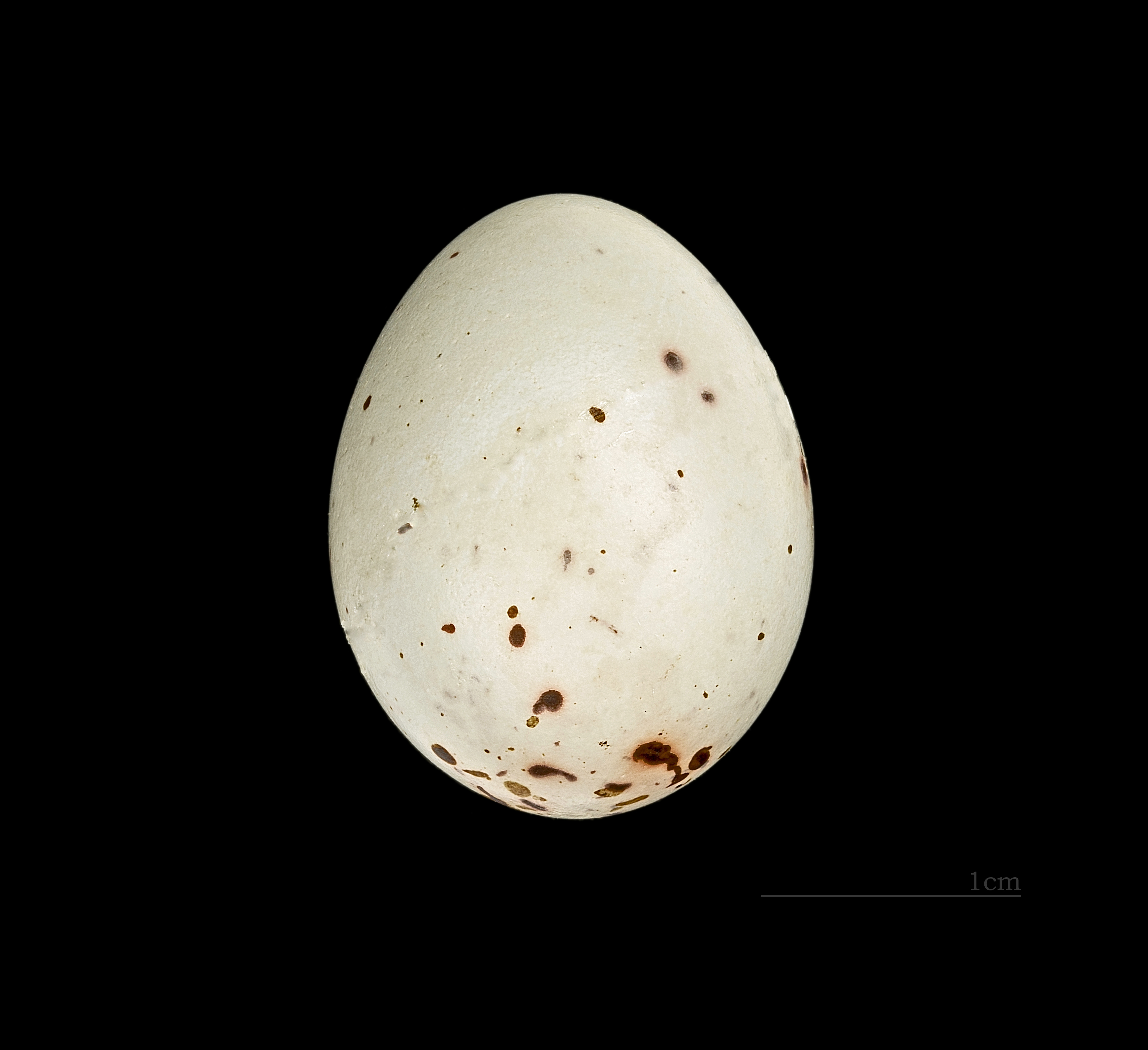
Fringilla teydea teydea

カナリーアオアトリ（金糸青花鶏、金絲青花鶏、学名：Fringilla teydea）は、スズメ目アトリ科アトリ属に分類される鳥類の一種である。テネリフェ島の動物のシンボルとされている。

## 分布
カナリア諸島のテネリフェ島、グラン・カナリア島固有種。

## 形態
体長約16-18cm。雄は体の上面が青色で肩羽の羽縁は黒色、上尾筒は黒色である。腹部は白い。雌は体の上面が淡く青みがかった灰褐色である。
嘴は灰色で、脚は薄い赤色である。

## 生態
1000-2000mの山麓の針葉樹林に生息する。天候によっては低地に下りることもある。
主に樹木の種子や昆虫類を食べる。
樹上に針葉樹の葉や枝、地衣類を使って椀型の巣を作る。巣の内部には獣毛や羽毛をしく。1腹1-2個の卵を産む。抱卵期間は約14日で、雌が抱卵する。

## 亜種
以下の2亜種に分類される。
- Fringilla teydea teydea テネリフェアオアトリ

基亜種。テネリフェ島に分布。
- Fringilla teydea polatzeki グランカナリアアオアトリ

グランカナリア島に分布。